# 柴森 (密歇根州)
柴森（英語：Chaison）是位於美國密歇根州德爾塔縣的一個非建制地區。

## 地理
柴森所處的海拔為高於海平面223米（即732英呎），而該地所採用的時區為UTC-5，即北美东部時區（EST）。同時該地設有夏令時間，為UTC-5調快一小時，即UTC-4（EDT）。